# Manta alfredi
Manta alfredi — вид скатів з роду манта родини мантових (Mobulidae).

## Поширення
Вид трапляється у тропічних та субтропічних водах. Він досить поширений в Індійському океані від Синайського півострова в Червоному морі до Дурбану (ПАР) і на схід до Перта (Західна Австралія). У східній та південній частині Тихого океану трапляється від японських острові Хонсю та Рюкю на півночі до Нового Південного Уельсу на півдні Австралії та на схід від Французької Полінезії та Гавайських островів. Є також два перевірених спостереження з північно-східної Атлантики біля Канарських островів та Кабо-Верде.

## Опис
Тіло завдовжки 3-3,5 м, приблизно у 2,2-2,4 рази ширше ніж довше. Максимальна довжина тіла 5,5 м.